# Noyant-la-Plaine
Noyant-la-Plaine är en kommun i departementet Maine-et-Loire i regionen Pays de la Loire i nordvästra Frankrike. Kommunen ligger i kantonen Gennes som tillhör arrondissementet Saumur. År 2018 hade Noyant-la-Plaine 355 invånare.

## Befolkningsutveckling
Antalet invånare i kommunen Noyant-la-Plaine
| Referens: INSEE |